# Смирнов Віктор Іванович
Ві́ктор Іва́нович Смирно́в (1902, місто Дубовка, тепер Волгоградської області, Російська Федерація — ?) — радянський військовий політичний діяч, генерал-лейтенант авіації. Депутат Верховної Ради УРСР 3-го скликання. Член Ревізійної Комісії КПУ у 1952—1956 р.

## Біографія
Член ВКП(б) з 1923 року.
З 1924 року — в Червоній армії. Перебував на військово-політичній роботі. Учасник радянсько-фінської війни 1939 — 1940 років.
Учасник німецько-радянської війни з червня 1941 року. У 1941 — 1942 р. — військовий комісар 56-ї винищувальної авіаційної дивізії, військовий комісар 2-ї резервної авіаційної групи 278-ї винищувальної авіаційної дивізії. У жовтні 1942 — 1943 р. — заступник командира з політичної частини 278-ї винищувальної авіаційної дивізії Повітряних сил Волховського фронту.
У січні 1944 — 1945 р. — заступник командувача з політичної частини 5-ї Повітряної армії.
На початку 50-х років — член Військової ради Донбаського району Протиповітряної оборони (ППО), штаб якого базувався у місті Харкові.
Потім — у відставці.

## Звання
- полковий комісар
- полковник авіації
- генерал-майор авіації (20.04.1944)
- генерал-лейтенант авіації (20.06.1945)

## Нагороди
- ордени
- орден Червоного Прапора (1940)
- орден Кутузова ІІ ст. (28.04.1945)
- орден Суворова ІІ ст. (13.09.1944)
- орден Червоної Зірки (2.04.1943)
- медалі